# Aeropuerto de Klagenfurt
El Aeropuerto de Klagenfurt (en alemán: Flughafen Klagenfurt) (IATA: KLU, OACI: LOWK) es un pequeño aeropuerto internacional en el Estado de Carintia, Austria. Está localizado en el barrio de Annabichl, a 3 km del centro de la ciudad de Klagenfurt. Se puede acceder por autobús desde la Estación Central de Klagenfurt. Es conocido también como Aeropuerto Alpe-Adria o Aeropuerto de Klagenfurt-Wörthersee.

## Aerolíneas y destinos
En el año 2025, el aeropuerto de Klagenfurt cuenta con los siguientes vuelos regulares y chárter a los diferentes destinos:

### Destinos nacionales
| Ciudad  | Nombre del aeropuerto | Aerolíneas                                             | Aeronaves | Frecuencias semanales |
| Austria | Austria               | Austria                                                | Austria   | Austria               |
| ------- | --------------------- | ------------------------------------------------------ | --------- | --------------------- |
| Viena   | Aeropuerto de Viena   | Austrian Airlines (Operated by BRA Braathens Regional) | ATR 72    | L M X J V S D         |

### Destinos internacionales
| Ciudad            | Nombre del aeropuerto           | Aerolíneas                                                             | Aeronaves     | Frecuencias semanales      |
| Europa            | Europa                          | Europa                                                                 | Europa        | Europa                     |
| ----------------- | ------------------------------- | ---------------------------------------------------------------------- | ------------- | -------------------------- |
| Alemania          |                                 |                                                                        |               |                            |
| Colonia           | Aeropuerto de Colonia/Bonn      | Eurowings (Finaliza el 24/10/2025)                                     | A3xx          | L M X J V S D              |
| Hamburgo          | Aeropuerto de Hamburgo          | Austrian Airlines (Comienza el 20/12/2025)                             | Embraer E-195 | L M X J V S D              |
| Hannover          | Aeropuerto de Hannover          | Sky Alps (Finaliza el 16/10/2025)                                      | Dash 8 Q400   | L M X J V S D              |
| Dinamarca         |                                 |                                                                        |               |                            |
| Sønderborg        | Aeropuerto de Sønderborg        | Alsie Express (Finaliza el 30/08/2025)                                 | ATR 72        | L M X J V S D              |
| España            |                                 |                                                                        |               |                            |
| Alicante          | Aeropuerto de Alicante-Elche    | Ryanair (Finaliza el 24/10/2025)                                       | B738          | L M X J V V S D            |
| Palma de Mallorca | Aeropuerto de Palma de Mallorca | Ryanair (Finaliza el 29/10/2025) Lauda Europe (Finaliza el 28/10/2025) | B738 A3xx     | L M X JV S D L M X J V S D |
| Reino Unido       |                                 |                                                                        |               |                            |
| Londres           | Aeropuerto de Londres-Stansted  | Ryanair                                                                | B738          | L M X J V S D              |

## Estadísticas
| Año                 | Número de pasajeros | Año  | Número de pasajeros |
| ------------------- | ------------------- | ---- | ------------------- |
| 2000                | 235.503             | 2016 | 195.344             |
| 2001                | 226.701             | 2017 | 218.281             |
| 2002                | 259.717             | 2018 | 228.372             |
| 2003                | 313.557             | 2019 | 209.434             |
| 2004                | 486.274             | 2020 | 49.395              |
| 2005                | 522.697             | 2021 | 29.577              |
| 2006                | 409.004             | 2022 | 82.760              |
| 2007                | 469.033             | 2023 | 153.536             |
| 2008                | 429.889             | 2024 | 137.844             |
| 2009                | 410.512             | 2025 |                     |
| 2010                | 425.933             | 2026 |                     |
| 2011                | 375.307             | 2027 |                     |
| 2012                | 279.045             | 2028 |                     |
| 2013                | 259.336             | 2029 |                     |
| 2014                | 225.842             | 2030 |                     |
| 2015                | 229.744             | 2031 |                     |
| (Fuente:IndexMundi) |                     |      |                     |